# يتي: لعنة شيطان الثلج
يتي: لعنة شيطان الثلج (بالإنجليزية: Yeti: Curse of the Snow Demon)‏ هو فيلم رعب تم إنتاجه في كندا والولايات المتحدة وصدر سنة 2008 بطولة مارك مينارد وكارلي بوب.

## القصة
تحطمت طائرة تقل فريق كرة قدم جامعي في جبال الهيمالايا. لم تكن النجاة من الحادث سوى جزء من مشكلتهم. إن محاولة ألا تصبح وجبة للوحش الكامن في الجبال ستكون التحدي الأكبر لهم.

## وصلات خارجية
يتي: لعنة شيطان الثلج على موقع IMDb (الإنجليزية)
- يتي: لعنة شيطان الثلج على موقع نتفليكس (الإنجليزية)
- يتي: لعنة شيطان الثلج على موقع ألو سيني (الفرنسية)
- يتي: لعنة شيطان الثلج على موقع أول موفي (الإنجليزية)
- يتي: لعنة شيطان الثلج على موقع قاعدة بيانات الفيلم (الإنجليزية)
- يتي: لعنة شيطان الثلج على موقع ليتربوكسد (الإنجليزية)
- يتي: لعنة شيطان الثلج على موقع كينوبويسك (الروسية)